# Montenegriner
Montenegriner är en sydslavisk folkgrupp bosatt främst i Montenegro.
Traditionellt har de ansetts vara en del av den större serbiska etniska folkgruppen. De har sedan medeltiden tillhört den serbisk-ortodoxa kyrkan och talat en dialekt av serbiska, men sedan Montenegros självständighet 2006 har röster höjts för att montenegrinska ska anses vara ett eget språk, självständigt från serbiskan, och att detta ska förklaras som Montenegros officiella språk i den nya konstitutionen. Dock finns bland åtskilliga montenegriner en känsla av serbisk nationell samhörighet; dessa vill inte se montenegrinskan som något annat än en variant av serbiska. Detta gör frågan till kontroversiell både inom Montenegro och mellan detta och det med denna fram tills nyligen i union ingående Serbien. Liksom i Serbien används både det kyrilliska och det latinska alfabetet.
Enligt den montenegrinska statistikbyrån (uppgift publicerad 23 september 2004, baserad på folkräkningen i november 2003: ) anser sig 267 669 (43,16 procent) personer i Montenegro vara montenegriner, och 198 414 personer (31,99 procent) anser sig vara serber.
De är till religionen främst ortodoxt kristna (serbisk-ortodoxa eller tillhöriga den fristående men icke erkända montenegrinsk-ortodoxa kyrkan).

## Montenegriner bosatta i världens länder

### Statistik
- Montenegro: 267.669
- Serbien: 69.049 (2002)
- Italien: 50.000 (2004)
- Argentina: 30.000 (2001)
- Kroatien: 4.926 (2001)
- Nordmakedonien: 2.686 (2002)
- Slovenien: 2.667 (2002)
- Albanien: 2.000-2.500 (2000)
- Kanada: 2.370 (2006 bedömning)
- Australien: 1.171 (2006 bedömning)
- Brasilien: 800 (2006 bedömning)